# Макаров, Николай Иванович (геометр)
Никола́й Ива́нович Мака́ров (1824—1904) — преподаватель математики.

## Биография
В 1848 году окончил Артиллерийское училище.
С 1862 года читал курс начертательной геометрии и черчения в Петербургском технологическом институте; также преподавал в Институте инженеров путей сообщения, Институте гражданских инженеров и на высшем курсе при реальном училище им. В. В. Муханова.
С 1894 года преподавал теорию теней и перспективы в Академии художеств.
Действительный статский советник (1892). С 1898 года в отставке. Скончался 12 сентября 1904 года.
Жена — Софья Марковна, урождённая Веприцкая.

## Труды
1. [Пересечение поверхностей]. — [Санкт-Петербург]: В. Пригар, [1868]. — 209—218 с. В сигнатуре авт.: Н. Макаров. — Экз. РНБ.
2. [Начертательная геометрия]: Отд. — [Санкт-Петербург, 187-?]. — 33 см. В сигнатуре авт.: штабс-кап. Макаров. — Без тит. л. и обл. — Написано от руки. Литогр. I. Начертательная геометрия Отд. 2: О кривых линиях и поверхностях. — [1868]. — 163 с.
3. Граница между черчением и рисованием : (Записка пред. Спец. комис. по черчению Н. И. Макарова) / РТ о-во. Постоянная комис. по техн. образованию. — Санкт-Петербург : тип. В. Демакова, [1892]. — 2 с.
4. Атлас чертежей к начертательной геометрии / [Соч.] Н. И. Макарова. — 4-е изд., испр. и вновь просм. — Санкт-Петербург : И. Перевозников, 1896. — [2] с., 98 л. черт.
5. Начертательная геометрия : По лекциям проф. Макарова, читанным в С.-Петербургском технологическом институте / Сост. В. Пригара. — [Санкт-Петербург] : лит. И. Е. Лаппинга, 1866. — [2], 6 с. : черт. Литогр. — Экз. РНБ.
6. Записки начертательной геометрии по лекциям профессора Н. И. Макарова, читанным в 1867/8 г. — Санкт-Петербург : лит. Серебреникова, [1868]. — 134 с. Написано от руки. Литогр.
7. Изометрическая проекция: Лекции, чит. в Ин-те инж. пут. сообщ. Н. Макаровым в 1879-80 г. — [Санкт-Петербург] : А. Ленге и А. Рыков, [1880]. — 83 с. Написано от руки. Литогр.
8. Изометрические проекции: [Лекции. — Санкт-Петербург, 188-?]. — [49] с. : черт. ; 34 см. Авт. установлен по одноим. изд. 1882 г. -Написано от руки. Литогр
9. Теория перспективы: Лекции II курса / [Н. И. Макаров] ; Ин-т инж. пут. сообщ. — [Санкт-Петербург] : А. А. Заранек, 1880-81. — 157 с. Написано от руки. Литогр
10. Теория теней: Лекции I курса / Н. И. Макаров ; Технол. ин-т. — [Санкт-Петербург] : изд. В. Маршал, 1881—1882. — 109 с. : Написано от руки. Литогр.
11. Теория теней / [Н. Макаров]. — [Санкт-Петербург] : лит. Пазовского, [1881]. — 5-88 с., 5 л. черт. Авт. указан в сигнатуре. — Без тит. л. и обл. — Написано от руки. Литогр.
12. Изометрические проекции: Лекции, чит. на Высш. курсе при Реальн. уч-ще В. В. Муханова Н. Макаровым в 1881—1882 г. по прогр. Ин-та инж. путей сообщ. — Санкт-Петербург : Реальн. уч-ще В. В. Муханова, [1882]. — 96 с. : черт. Написано от руки. Литогр. I. Муханов, В. В.
13. Теория теней, блестящих точек и светлых ребер / Сост. Н. Макаров. — Санкт-Петербург : Частн. реальн. уч-ще, б. Муханова, 1885. — 144 с., 16 л. черт. Без тит. л. — Написано от руки. Литогр.
14. Построение перспектив точек, линий и плоских фигур, лежащих на наклонных плоскостях, без выстраивания вспомогательных ортогональных проекций / Н. Макаров. — [Санкт-Петербург] : тип. Имп. Акад. наук, ценз. 1883. — 20 с., 5 л. черт.; Отт. из «Изв. Технол. ин-та». 1883 г. — Без тит. л. и обл.
15. 1) Способ проекций с дополнительными числами и 2) Способ изометрических проекций: Прил. начертат. геометрии : Текст / Н. Макаров ; Ин-т гражд. инж. — Санкт-Петербург : тип. М-ва вн. дел, 1885. — [2], X, IV, 150 с. ; 26 см. 2-е изд. вышло под загл.: Способ изометрических проекций и проекции с дополнительными числами. — Чертежи, 1885. — Без тит. л.. — Экз. РНБ.
16. Теория теней: Прил. начертат. геометрии / Н. Макаров ; Ин-т гражд. инж. — Санкт-Петербург : Т-во паровой скоропеч. Яблонский и Перотт, 1889. — [2], II, 220, VII с. ; Чертежи к…, 1889. — Без тит. л. — Экз. РНБ.
17. Перспектива: Конспект к лекциям Н. И. Макарова, чит. в Ин-те гражд. инж. — Санкт-Петербург : А. И. Носалевич, 1892. — 131 с. Чертежи/[Чертил С. Усакевич], 1892. — Без тит. л. — Написано от руки. Литогр.
18. Начертательная геометрия / Сост. Н. И. Макаров. — 4-е изд., испр. и вновь просмотр. — Санкт-Петербург : И. Перевозников, 1896. — XXXII, 402 с. ; Загл. 5 изд.: Курс начертательной геометрии с приложениями и атласом чертежей на 116 листах. — Атлас чертежей, 1896.
19. Плафоно-линейная перспектива / Н. И. Макаров. — Санкт-Петербург : тип. Спб. градоначальства, 1899. — 20 с., 8 л. черт. ; Беспл. прил. к органу Имп. С.-Петерб. о-ва архитекторов журн. «Зодчий». — Без тит. л. — Экз. РНБ: припл. к журн. … 1899, № 12.
20. Линейная перспектива на плоскости: Текст / Н. Макаров. — Санкт-Петербург : типо-лит. К. Пентковского, 1896. — [2], XX, VIII, 482 с. Во 2 изд. загл.: «Курс линейной перспективы на плоскости». — Чертежи, 1896.
21. Теория теней: Руководство для учащихся / Сост. Н. И. Макаров. — 2-е изд., вновь перераб. — Санкт-Петербург : И. П. Перевозников, [1900]. — X, 164 с.; Чертежи, [1900].
22. Плафоно-линейная перспектива Architekture / Сост. Н. И. Макаров. — Санкт-Петербург : И. П. Перевозников, ценз. 1901. — 39 с., 8 л. черт.
23. Курс линейной перспективы на плоскости: (С атласом черт. на 66 л.) / Сост. Н. И. Макаров. — 2-е вновь испр. и просмотр. авт. изд. — Санкт-Петербург : И. П. Перевозников, 1902. — [2], VIII, 328, XVI с. ; В 1 изд. загл.: «Линейная перспектива на плоскости». — Атлас чертежей, 1902. С. VI—VIII 1 паг.: «Рецензия на первое издание. Техн. образование. 1896 г., № 7, Отд. 2 / Вл. Косяков».
24. Курс начертательной геометрии с приложениями и атласом чертежей на 116 листах / Сост. Н. И. Макаров (преп. «Спб. технол. ин-та»…). — 5-е изд., вновь доп. и испр. — Санкт-Петербург : И. П. Перевозников, [1903]. — XXXVI, 352, 80 с. ; 4-е изд. вышло под загл.: Начертательная геометрия. — Атлас к курсу начертательной геометрии с прил. на 116 л..-5-е изд., вновь доп. и испр. — Атлас отсутствует.
25. Способ изометрических проекций и проекции с дополнительными числами: С атласом черт. на 18 л.: Прил. к начертат. геометрии / Сост. Н. И. Макаров, преп. «Спб. технол. ин-та», «Ин-та гражд. инж.», «Воен.-инж. уч-ща», «Рисов. отд. Имп. Акад. худож.» и др. — 2-е изд., испр. и доп. (По прогр. Ин-та инж. путей сообщ. и Ин-та гражд. инж.). — Санкт-Петербург : И. П. Перевозников, [1903]. — VIII, II, 80 с. 1-е изд. вышло под загл.: «Способ проекций с дополнительными числами и Способ изометрических проекций». — Атлас чертежей к…, [1903].-Без тит. л.
26. Полный курс начертательной геометрии: (В 6 отд.) : С доп. и прил. и атласом черт. на 116 л. : (Курс преп. в «Спб. технол. ин-те»; «Инстит. гражд. инженеров» и «Пут. сообщ.»… — 6-е изд., с мат. точностью, провер. с послед. ред. просмотр. и доп. лично покойн. авт. в 1897 г. экз. — Санкт-Петербург : Рус. кн-во И. П. Перевозникова, [1911]. — XXXII, 432 с. ; Атлас, [1911].
27. Теория перспективы: Простран. конспект к лекциям Н. Макарова, сост. И. Фомин. — 3-е изд. — Санкт-Петербург : Студ. б-ка Ин-та гражд. инж., 1914. — 76 с. ; На обл. авт. не указан. — Атлас…, 1914. I. Фомин, Иван Александрович (1872—1936), сост.
28. Атлас к курсу начертательной геометрии с приложениями на 116 листах / Сост. Н. И. Макаров, (препод. Спб. технол. ин-та, Ин-та гражд. инж., Воен.-инж. училища, Рисов. отд. Акад. худож. и др.). — 5-е изд., вновь доп. и испр. — Санкт-Петербург : И. П. Перевозников, [1903]. — [2] с., 116 с. черт.